# وارن (اورگن)
وارن (به انگلیسی: Warren) یک منطقهٔ مسکونی در ایالات متحده آمریکا است که در شهرستان کلمبیا، اورگن واقع شده‌است. وارن ۱۶٫۴ کیلومتر مربع مساحت و ۱٬۷۸۷ نفر جمعیت دارد.